# Barbara Blomberg
Barbara Blomberg (née en 1527 à Ratisbonne, décédée le 18 décembre 1597 à Ambrosero, en Espagne) est une maîtresse de Charles Quint auquel elle donne un fils illégitime, Jeromín, qui recevra en 1559 de son demi-frère le roi Philippe II le nom de « don Juan d'Autriche », avec les honneurs et les revenus dus à son rang. Il se couvrira de gloire en écrasant les forces turques lors de la bataille navale de Lépante, le 7 octobre 1571.

## Biographie
Barbara est la fille aînée du maître-bourrelier Wolfgang Plumberger et de son épouse Sibilla Lohman, née dans la ruelle Kramgasse. Pendant l'été 1546, Charles-Quint séjourne à Ratisbonne à l'occasion d'une Diète d'Empire. Il remarque cette belle jeune fille dotée d'une jolie voix et âgée de 19 ans (lui-même en avait 46) et tombe éperdument amoureux d'elle. Ils vivent une idylle passionnée, quoique de courte durée. Une inscription en vers sur l'auberge Zum goldenen Kreuz (A la Croix d'Or) rappelle leurs amours :
In diesem haus von alter Art
Hat offt geruet nach langer fahrt
Herr KAYSER CARL DER FÜNFFT genandt
In aller Welt gar wohl bekannt
Der hat auch hie zu gueter stundt
Geküsset einer jungfraw mundt
Dann draus erwuchs dem Vatter gleich
Der DON JUAN VON OESTERREICH
Der bei LEPANTO in der Schlacht
Vernichtet hat der Türckhen Macht
Der HERR vergellts ihm allezeit
So ietzt wie auch in Ewigkeit
Ce qui signifie, à peu de chose près :
Dans cette maison de construction ancienne
Se reposa souvent après un long voyage
Sire l'Empereur Charles Cinquième de ce nom
Que l'on connaît très bien par toute la Terre
Et qui ici, aussi, au bon moment
A une jeune donzelle vola un baiser.
il fit même plus (note du traducteur) car :
Il en naquit un fils, digne de son père,
Le fameux Don Juan d'Autriche
Qui devait, à la bataille de Lépante
Écraser la puissance du Turc.
Que le Seigneur, en récompense, le bénisse
A jamais, maintenant et pour l'éternité.
Le 24 février 1547, l'enfant naît à Ratisbonne entouré du plus grand secret. Trois ans plus tard, Barbara épouse un fonctionnaire impérial nommé Hieronymus Pyramus Kegel. Contre une charge officielle, il accepte d'endosser la paternité en donnant son nom à l'enfant. La famille s'installe en 1551 à Bruxelles à la Cour de Marie de Hongrie, où Kegel a des responsabilités dans l'administration militaire. Le couple a trois autres enfants. Don Juan est séparé de sa mère et confié aux soins du majordome de Charles Quint, Luis Méndez Quijada qui l’emmène en Espagne.
En 1569, Kegel meurt, laissant sa famille dans une situation financière précaire. Sur intercession du duc d'Albe, alors gouverneur des Pays-Bas espagnols, le roi d'Espagne Philippe II (qui est le demi-frère de Don Juan) accepte d'attribuer une pension confortable à Barbara et à ses enfants, leur assurant ainsi une position sociale honorable. En contrepartie, il est demandé à Barbara d'accepter de se retirer dans un couvent en Espagne. Les couvents de religieuses sont à cette époque, du fait de leur isolement du monde extérieur, le lieu de séjour idéal pour les filles-mères de la haute société qui doivent faire oublier leurs frasques et leur existence. Mais Barbara a plus le goût de s'amuser et de mener une vie joyeuse, toute de libertinage et d'indépendance, que de se mortifier dans les exercices de dévotion d'un couvent de nonnes. Elle se fait donc prier et il faut l'intervention de son fils pour lui faire cesser cette vie exubérante.
Une rencontre unique a lieu en novembre 1576 entre la mère et le fils. Don Juan doit prendre en mai sa nouvelle charge de gouverneur. La conversation n'est pas rapportée — on peut imaginer des menaces. Toujours est-il que Barbara se déclare prête à partir pour l'Espagne, ce qu'elle fait avec ses enfants et quelques-uns de ses proches. Elle débarque le 3 mai 1577 à Laredo, sur la côte cantabrique et rejoint  un couvent de dominicaines  en Castille, à quelque 70 kilomètres au sud de Valladolid.
Son fils, Don Juan, étant mort prématurément, Philippe II lui donne la permission de choisir librement son lieu de résidence. La vie du couvent lui semble bien sévère : elle s'installe tout d'abord dans le village de Colindres, en Cantabrie. Elle demeure dans la propriété de Juan de Escobedo, ancien secrétaire de son fils, puis en 1584 s'établit à Ambrosero, chez l'intendant Juan de Mazateve ; c'est sa dernière demeure. Elle exploitait, avec ses enfants et quelques fidèles serviteurs, une ferme et menait une vie autonome.
Madama Barbara de Blomberg, ainsi l'appelle-t-on, décède le 18 décembre 1597 à l'âge de 70 ans. Elle est inhumée dans l'église San Sebastian du monastère de Montehano, à Santoña en Cantabrie.